# Ranunculus praemorsus
Ranunculus praemorsus Kunth ex DC. – gatunek rośliny z rodziny jaskrowatych (Ranunculaceae Juss.). Występuje naturalnie w Kolumbii, Peru oraz Boliwii. 

## Morfologia
PokrójBylina o owłosionych pędach.
LiścieSą trójsieczne, złożone z segmentów o kształcie od owalnego do podłużnego. Brzegi są ząbkowane lub nacięte. Wierzchołek jest ostry lub tępy.
KwiatySą pojedyncze lub zebrane w parach. Pojawiają się na szczytach pędów. Mają żółtą barwę. Działki kielicha mają podłużny kształt. Mają od 10 do 15 stożkowo łyżeczkowatych płatków o długości 5–10 mm.
OwoceNagie niełupki o długości 1–2 mm. Tworzą owoc zbiorowy – wieloniełupkę o jajowatym lub kulistym kształcie i dorastającą do 3–7 mm długości.

## Biologia i ekologia
Rośnie na stepach i terenach trawiastych. Występuje na obszarze górskim na wysokości około 2500 m n.p.m.

## Zmienność
W obrębie tego gatunku wyróżniono jedną odmianę:
- Ranunculus praemorsus var. sibbaldioides (Kunth ex DC.) Lourteig